# Stazione di Cornuda
La stazione di Cornuda è una stazione ferroviaria a servizio dell’alto trevigiano. Si trova al km 27+331 sulla linea Calalzo-Padova.
È molto utilizzata dagli abitanti di Cornuda, poiché ubicata nel centro nel paese. Grazie alla vicinanza delle strade SS348 "Feltrina" e della SP84 e dotata di ampio parcheggio, è utilizzata anche dagli abitanti della zona collinare dell’asolano e del nord-ovest del Montello, del Valdobbiadenese e dei paesi del Quartier del Piave.

## Storia

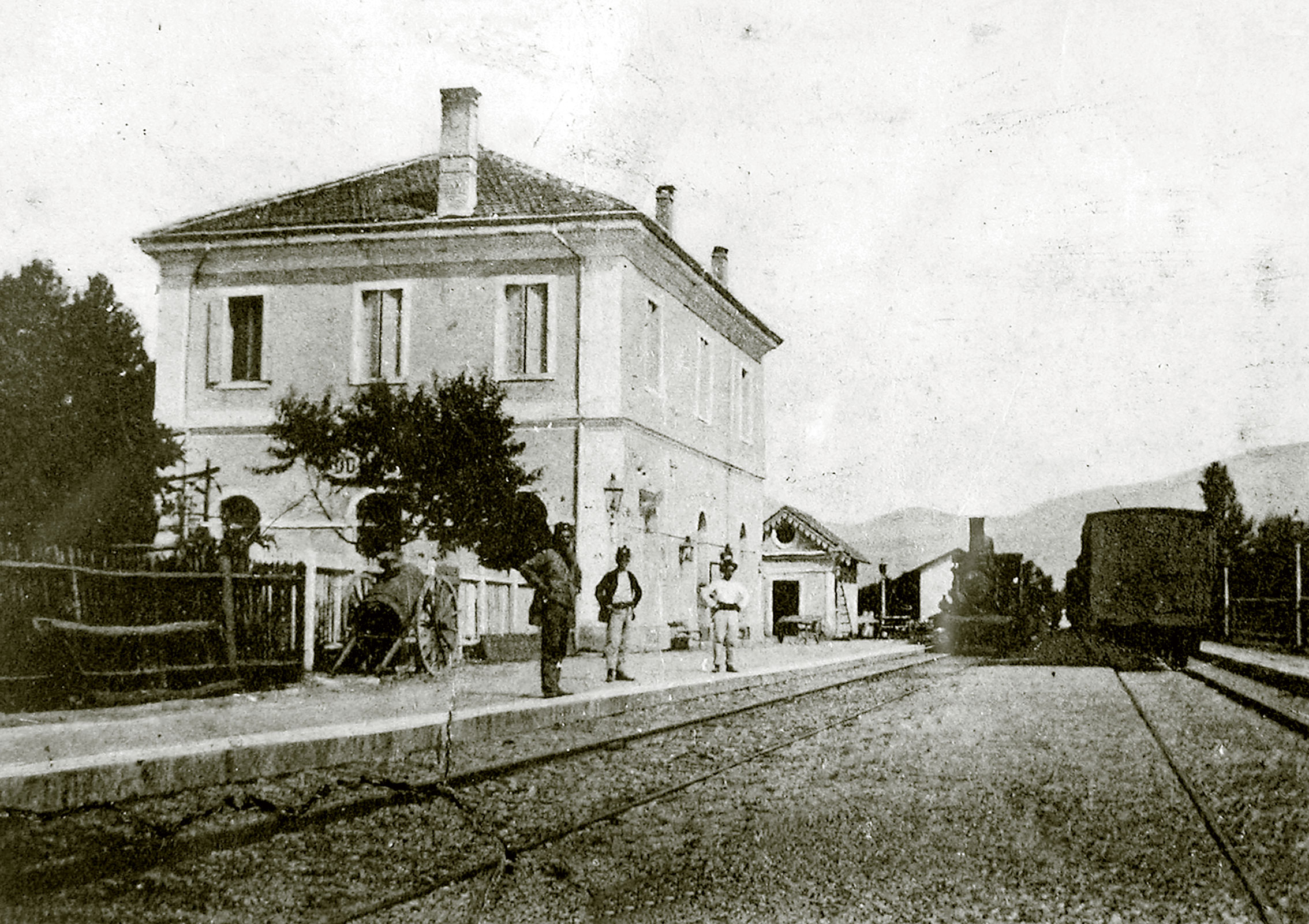
Stazione di Cornuda, primi anni '900

La stazione fu aperta il 1º aprile 1884 e fu capolinea della linea Treviso-Cornuda. È stata capolinea per soli due anni, fino al completamento della linea fino a Belluno, avvenuto il 10 novembre 1886.
La stazione di Cornuda è stata importante per l’economia della zona, sia per il trasporto di passeggeri che per il trasporto merci, la quale ha permesso di sviluppare zone industriali che prima erano prettamente agricole, cambiando ovviamente anche la società, passando da agricola a operaia.
La merce trasportata era molto varia, andando dall’acciaio per le acciaierie di Crocetta del Montello al legno per i mobilifici del Quartier del Piave, dai prodotti agroalimentari per distillati alle lavorazioni delle fabbriche dei dintorni, sino ai sassi e al cemento del Piave.
Dotata di un magazzino ferroviario in muratura, è stato poi aperto un secondo scalo ferroviario merci a nord, più grande e dall’accesso più facile, soprattutto dopo la chiusura dello scalo ferroviario di Montebelluna (1993). Questo scalo, a differenza del precedente, era prediposto per lo scarico dei carri ferroviari tramite camion attrezzati (in gergo "coccodrilli"), che facevano da spola tra lo scalo e le fabbriche.
Il lavoro nello scalo, dopo molti anni di piena attività, ha iniziato a scemare negli anni 2000 fino all'ultimo treno merci partito dalla stazione nel 2008. La sua definitiva chiusura (con lo "slaccio" dalla rete ferroviaria) è avvenuto nel 2011.
Dal 2021, la stazione è soggetta a continue interruzioni di circolazione dei convogli per la realizzazione dei lavori di elettrificazione della linea Treviso-Feltre-Belluno.

## Strutture ed impianti
La stazione ha 2 binari passanti. Nell'edificio è presente un bar-edicola, una biglietteria automatica e una sala d’aspetto. La stazione è dotata di un ampio parcheggio adiacente al Fabbricato Viaggiatori.
La gestione del traffico ferroviario è gestito da un banco ACEI, telecomandato dal DCO Mestre postazione Cadore.
In passato, la stazione disponeva di 3 binari di circolazione, 1 binario coperto e 2 binari tronchi per lo stazionamento dei vagoni merci (ancora presenti, dove ora sorge il parcheggio della stazione). Lo scalo ferroviario disponeva di 4 binari tronchi.

## Movimento
La stazione è servita da treni regionali svolti da Trenitalia nell'ambito del contratto di servizio stipulato con la Regione Veneto.
Dall'orario estivo 2021, i materiali rotabili impiegati sono ALn501/502 "Minuetto" e ATR220 "Swing". Prima della loro radiazione dal parco rotabili Veneto, la stazione vedeva treni effettuati anche con materiali ALn668 e D.445 con carrozze MD.
Il traffico passeggeri è abbastanza sostenuto, dato che la stazione è il punto di riferimento ferroviario dei comuni dell’alto trevigiano. L'impianto è infatti servito dai treni regionali con destinazioni Belluno, Calalzo di Cadore, Montebelluna, Padova, Treviso-Venezia, Castelfranco Veneto e Vicenza.
La stazione vede una forte affluenza nelle fasce pendolari, dato che il maggior numero dei viaggiatori sono studenti che si recano negli istituti superiori della zona e nelle università di Venezia e Padova.

## Servizi
La stazione, classificata da RFI nella categoria silver, dispone dei seguenti servizi:
- Biglietteria automatica
- Sala d'attesa
- Fermata autobus
- Parcheggio di scambio
- Bar
- Edicola
- Stazione video sorvegliata
- Annuncio sonoro arrivo e partenza treni
- Monitor video partenza treni

È servita da un collegamento WiFi messo a disposizione dal Comune di Cornuda.

## Interscambi
Di fronte della stazione e vicino al passaggio a livello, sono situati dei punti di fermata autobus, dove si fermano le corriere della MOM con varie direzioni attinenti alla provincia di Treviso. Alcune corse degli autobus hanno delle precise coincidenze con i treni.